# أن أر جي
أن أر جي (NRJ) (هو اختصار قراءة énergie باللغة الفرنسية، وتكتب [enɛʁʒi]) هو محطة إذاعية فرنسية خاصة أنشأها جان-بول باوديكروكس وماكس غازيني، في يونيو 1981 وينتمي إلى مجموعة NRJ. وهي المحطة الأساس لNRJ العالمية.
كما تحتوي المحطة على الكثير من الإذاعات على شبكة الإنترنت مقارنة بجميع المحطات الإذاعية الأخرى في جميع أنحاء العالم، مع حوالي 147 محطة (قبل ذلك، كان هناك حوالي 160، ووصل العدد إلى ما يقرب من 200 محطة). يتم التحكم في برامجهم فقط من قبل ثلاثة أو أربعة موظفين.

## التاريخ
العودة إلى الولايات المتحدة حيث ألقيت الدراسات المتعلقة بالتجارة، استفاد جان-بول باوديكروكس من انتخاب فرانسوا ميتران في عام 1981 لإنشاء إذاعة حرة له. ثم يأتي إلى تحرير موجات «باوديكروكس» فرصة لجعل هذه الأعمال التجارية مربحة، على الرغم من الإعلان في ذلك الوقت بحظر محطات الراديو FM الجديدة.

## وصلات خارجية
- الموقع الرسمي